# Étréville

Étréville este o comună în departamentul Eure, Franța. În 1 ianuarie 2022 avea o populație de 669 de locuitori.